# Circunscripción electoral de Jaén

Circunscripción de Jaén
Cortes Generales* Congreso: 5 escaños (de 350)
- Senado: 4 senadores (de 266)Parlamento de Andalucía* 11 escaños (de 109)

Jaén es una de las 52 circunscripciones electorales utilizadas como distritos electorales desde 1977 para la Cámara Baja de las Cortes Generales, el Congreso de los Diputados, y una de las 59 de la Cámara Alta, el Senado. 
Además, desde el establecimiento de la Junta de Andalucía en 1982, es al mismo tiempo una las ocho circunscripciones electorales para el Parlamento andaluz.

## Ámbito de la circunscripción
En virtud de los artículos 68.2 y 69.2 de la Constitución Española de 1978 los límites de la circunscripción debe ser los mismos que los de la provincia de Jaén, y en virtud del artículo 140, esto solo puede modificarse con la aprobación del Congreso de los Diputados.

## Cortes Generales

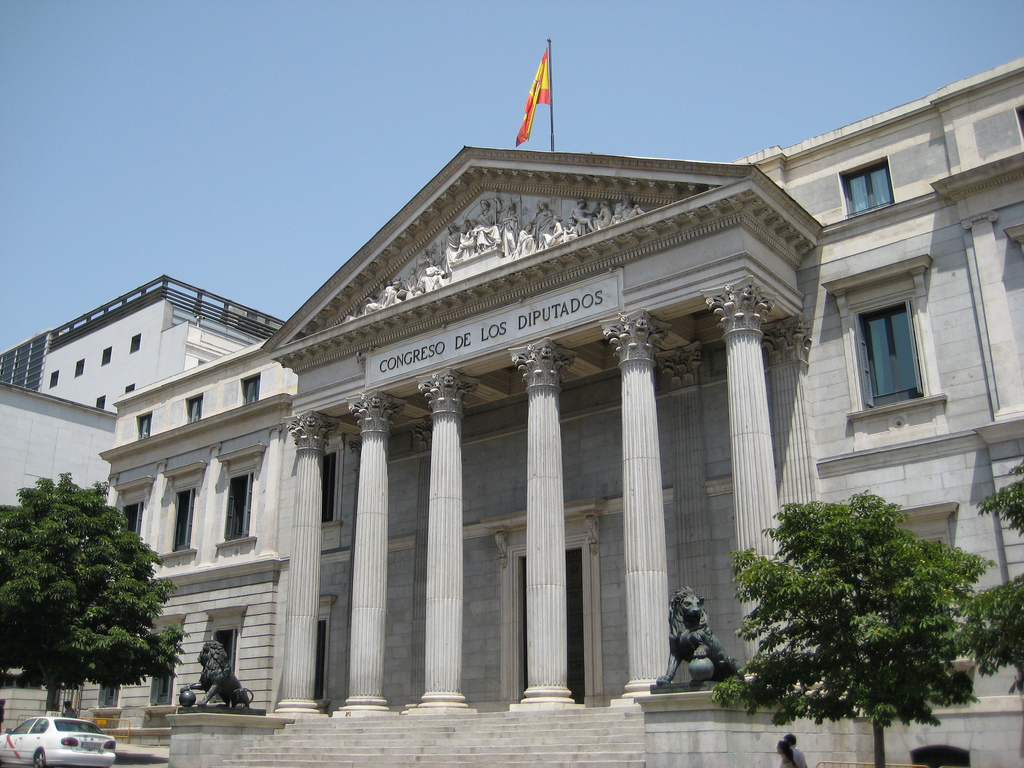
Congreso de los Diputados.

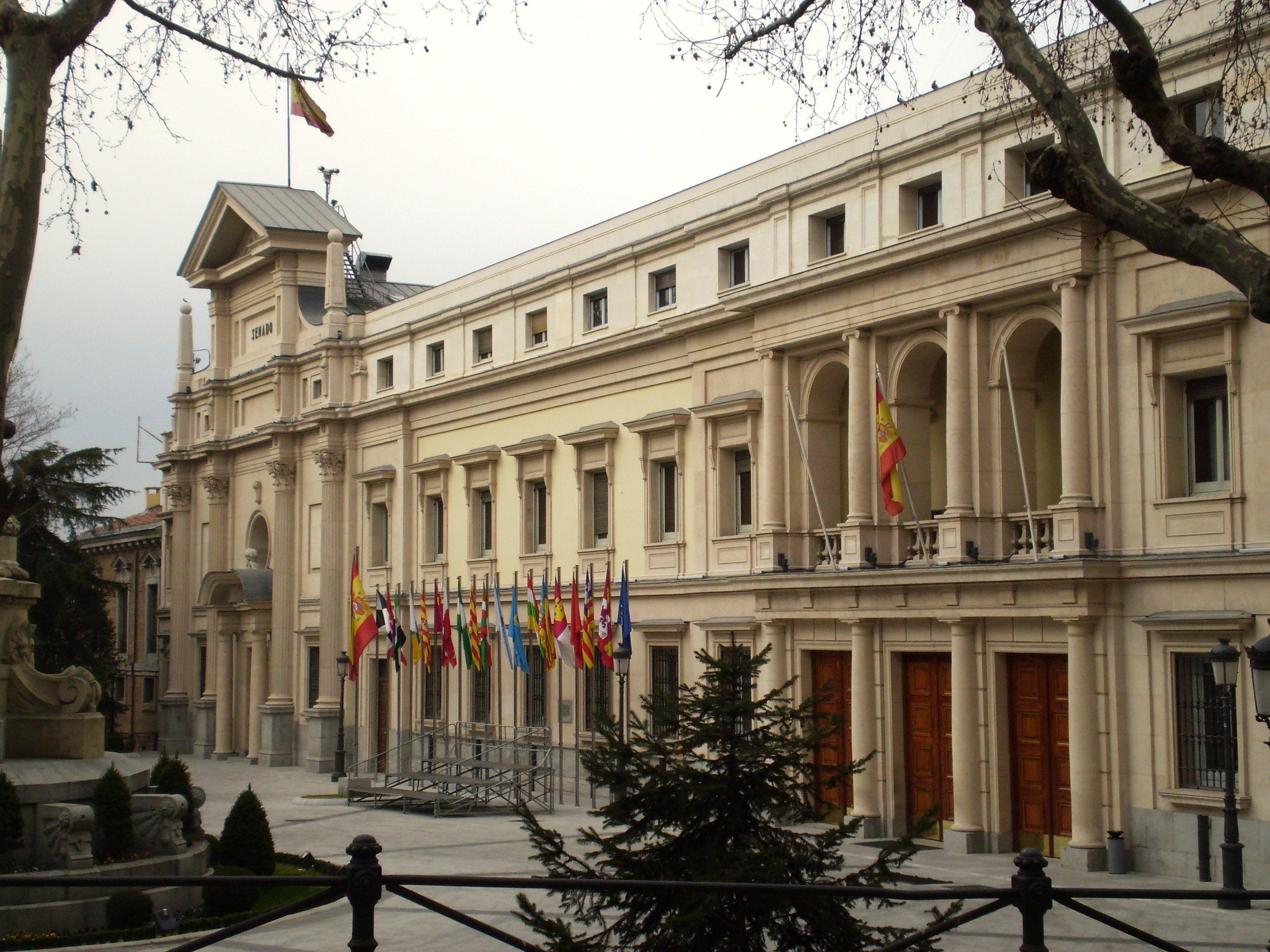
Senado de España.

### Sistema electoral
El voto es sobre la base de sufragio universal secreto. En el caso del Congreso de los Diputados, el sistema electoral utilizado es a través de una lista cerrada con representación proporcional y con escaños asignados usando el método D'Hondt. Sólo las listas electorales con el 3% o más de todos los votos válidos emitidos, incluidos los votos «en blanco», es decir, para «ninguna de las anteriores», se pueden considerar para la asignación de escaños. En el caso del Senado, el sistema electoral sigue el escrutinio mayoritario plurinominal. Se eligen cuatro senadores y los partidos pueden presentar un máximo de tres candidatos. Cada elector puede escoger hasta tres senadores, pertenezcan o no a la misma lista. Los cuatro candidatos más votados son elegidos.

### Elegibilidad
El artículo 67.1 de la Constitución española prohíbe ser simultáneamente miembro del Congreso de los Diputados y de un parlamento autonómico, lo que significa que los candidatos deben renunciar al cargo si son elegidos para un parlamento autonómico. No existe incompatibilidad similar en el caso de los senadores. El artículo 70 aplica también la inelegibilidad a los magistrados, jueces y fiscales en activo, Defensor del Pueblo, militares en servicio, los agentes de policía en activo y los miembros del tribunal constitucional y juntas electorales.

### Número de diputados
En las elecciones generales de 1977, 1979 y 1982 se eligieron en Jaén 7 miembros del Congreso. Esa cifra disminuyó a 6 miembros desde las Elecciones generales españolas de 1986 hasta las de 2015 en las que de nuevo disminuyó a 5 miembros, que son los que se eligen en la actualidad.
En virtud de la ley electoral española, todas las provincias tienen derecho a un mínimo de 2 escaños cada una, más uno para cada ciudad autónoma, con los 248 escaños restantes prorrateada de acuerdo a la población. Esta normativa se explican detalladamente en la ley electoral de 1985 (Ley Orgánica del Régimen Electoral General). El efecto práctico de esta ley ha sido la de las provincias menos pobladas estén sobrerrepresentadas a expensas de las provincias de mayor población.

### Congreso de los Diputados

#### Diputados obtenidos por partido (1977–2023)[3]
| Candidatura | Candidatura                         | Candidatura | 1977 | 1979 | 1982 | 1986 | 1989 | 1993 | 1996 | 2000 | 2004 | 2008 | 2011 | 2015 | 2016 | 2019 (I) | 2019 (II) | 2023 |
| ----------- | ----------------------------------- | ----------- | ---- | ---- | ---- | ---- | ---- | ---- | ---- | ---- | ---- | ---- | ---- | ---- | ---- | -------- | --------- | ---- |
|             | Partido Socialista Obrero Español   | PSOE        | 4    | 3    | 5    | 4    | 4    | 4    | 3    | 3    | 4    | 4    | 3    | 3    | 2    | 3        | 3         | 2    |
|             | Unión de Centro Democrático         | UCD         | 3    | 3    |      |      |      |      |      |      |      |      |      |      |      |          |           |      |
|             | Izquierda Unida                     | IU          |      | 1a   |      |      |      |      |      |      |      |      |      |      |      |          |           |      |
|             | Partido Popular                     | PP          |      |      | 2b   | 2c   | 2    | 2    | 3    | 3    | 2    | 2    | 3    | 2    | 2    | 1        | 1         | 2    |
|             | Unidas Podemos                      | PODEMOS-IU  |      |      |      |      |      |      |      |      |      |      |      |      | 1    |          |           |      |
|             | Ciudadanos-Partido de la Ciudadanía | Cs          |      |      |      |      |      |      |      |      |      |      |      |      |      | 1        |           |      |
|             | Vox                                 | VOX         |      |      |      |      |      |      |      |      |      |      |      |      |      |          | 1         | 1    |
| Total       | Total                               | Total       | 7    | 7    | 7    | 6    | 6    | 6    | 6    | 6    | 6    | 6    | 6    | 5    | 5    | 5        | 5         | 5    |

Notas
a Los resultados corresponden a los del Partido Comunista de España (PCE).

b Los resultados corresponden a los de la coalición entre Alianza Popular y el Partido Demócrata Popular.

c Los resultados corresponden a los de Coalición Popular.

### Senado

#### Senadores obtenidos por partido (1977–2023)[18]
| Candidatura | Candidatura                       | Candidatura | 1977 | 1979 | 1982 | 1986 | 1989 | 1993 | 1996 | 2000 | 2004 | 2008 | 2011 | 2015 | 2016 | 2019 (I) | 2019 (II) | 2023 |
| ----------- | --------------------------------- | ----------- | ---- | ---- | ---- | ---- | ---- | ---- | ---- | ---- | ---- | ---- | ---- | ---- | ---- | -------- | --------- | ---- |
|             | Partido Socialista Obrero Español | PSOE        | 3    | 3    | 3    | 3    | 3    | 3    | 3    | 3    | 3    | 3    | 1    | 3    | 3    | 3        | 3         | 1    |
|             | Unión de Centro Democrático       | UCD         | 1    | 1    |      |      |      |      |      |      |      |      |      |      |      |          |           |      |
|             | Partido Popular                   | PP          |      |      | 1b   | 1c   | 1    | 1    | 1    | 1    | 1    | 1    | 3    | 1    | 1    | 1        | 1         | 3    |
| Total       | Total                             | Total       | 4    | 4    | 4    | 4    | 4    | 4    | 4    | 4    | 4    | 4    | 4    | 4    | 4    | 4        | 4         | 4    |

Notas
a Los resultados corresponden a los del Partido Comunista de España (PCE).

b Los resultados corresponden a los de la coalición entre Alianza Popular y el Partido Demócrata Popular.

c Los resultados corresponden a los de Coalición Popular.

## Diputados y senadores elegidos

### Diputados y senadores elegidos para la Legislatura Constituyente
| Partidos y coaliciones | Votos   | %      | Escaños | Miembros electos |
| ---------------------- | ------- | ------ | ------- | --- |
| PSOE                   | 123 708 | 39,38% | 4       | Alfonso Fernández Torres, Julián Jiménez Serrano, Juan Díaz Torres, José Manuel Pedregosa Garrido                                       |
| UCD                    | 103 697 | 33,01% | 3       | José Antonio de Simón Calvo (sustituido el 18 de octubre de 1977 por Higinio Vílchez Carrasco), Emilio Muñoz Ibáñez, José Ramos Manzano |

| Senador                      | Votos   | Partidos y coaliciones                   |
| ---------------------------- | ------- | ---------------------------------------- |
| Juan José Contreras Guardia  | 132 588 | Partido Socialista Obrero Español (PSOE) |
| Pedro Luis Martínez Martínez | 130 740 | Partido Socialista Obrero Español (PSOE) |
| Juan Zarrias Jareño          | 125 769 | Partido Socialista Obrero Español (PSOE) |
| Pedro Manuel Damas Rico      | 109 995 | Unión de Centro Democrático (UCD)        |

### Diputados y senadores elegidos para la I Legislatura
| Partidos y coaliciones | Votos   | %      | Escaños | Miembros electos |
| ---------------------- | ------- | ------ | ------- | --- |
| PSOE                   | 137 861 | 41,89% | 3       | Miguel Boyer Salvador (sustituido el 30 de septiembre de 1980 por Cándido Méndez Rodríguez), Fernando Calahorro Téllez, José Manuel Pedregosa Garrido |
| UCD                    | 111 209 | 33,79% | 3       | Landelino Lavilla Alsina, José Sabalete Jiménez, Julio Aguilar Azañón                                                                                 |
| PCE                    | 42 466  | 12,90% | 1       | Luis Felipe Alcaraz Masats |

| Senador                  | Votos   | Partidos y coaliciones                   |
| ------------------------ | ------- | ---------------------------------------- |
| Miguel Cobo Martín       | 138 586 | Partido Socialista Obrero Español (PSOE) |
| Juan Zarrias Jareño      | 133 117 | Partido Socialista Obrero Español (PSOE) |
| Antonio Ojeda Escobar    | 132 506 | Partido Socialista Obrero Español (PSOE) |
| Fernando Arenas del Buey | 110 621 | Unión de Centro Democrático (UCD)        |

### Diputados y senadores elegidos para la II Legislatura
| Partidos y coaliciones | Votos   | %      | Escaños | Miembros electos |
| ---------------------- | ------- | ------ | ------- | --- |
| PSOE                   | 207 754 | 57,12% | 5       | Fernando Morán López, Fernando Calahorro Téllez, Cándido Méndez Rodríguez, José Manuel Pedregosa Garrido, Juan Ramón Parajes Gutiérrez |
| AP-PDP                 | 83 833  | 23,05% | 2       | Gabriel Camuñas Solís (AP), Ramón de Villegas Villar                                                                                   |

| Senador                   | Votos   | Partidos y coaliciones                             |
| ------------------------- | ------- | -------------------------------------------------- |
| Francisco García Vico     | 199 616 | Partido Socialista Obrero Español (PSOE)           |
| Miguel Cobo Martín        | 199 500 | Partido Socialista Obrero Español (PSOE)           |
| Juan Zarrias Jareño       | 194 518 | Partido Socialista Obrero Español (PSOE)           |
| José Bautista de la Torre | 76 330  | Alianza Popular-Partido Demócrata Popular (AP-PDP) |

### Diputados y senadores elegidos para la III Legislatura
| Partidos y coaliciones | Votos   | %      | Escaños | Miembros electos |
| ---------------------- | ------- | ------ | ------- | --- |
| PSOE                   | 201 494 | 55,09% | 4       | Antonio Ojeda Escobar (fue sustituido el 3 de febrero de 1987 por Angustias Rodríguez Ortega), José Manuel Pedregosa Garrido, Andrés Pedro Calero Baena, Ramón Garrido Aguera |
| Coalición Popular      | 98 395  | 26,90% | 2       | Gabriel Camuñas Solís (AP), Félix Manuel Pérez Millares (PDP) |

| Senador               | Votos   | Partidos y coaliciones                   |
| --------------------- | ------- | ---------------------------------------- |
| Emilio Arroyo López   | 198 284 | Partido Socialista Obrero Español (PSOE) |
| Francisco García Vico | 194 902 | Partido Socialista Obrero Español (PSOE) |
| Juan Zarrias Jareño   | 192 960 | Partido Socialista Obrero Español (PSOE) |
| Luis de Torres Gómez  | 92 886  | Coalición Popular                        |

### Diputados y senadores elegidos para la IV Legislatura
| Partidos y coaliciones | Votos   | %      | Escaños | Miembros electos                                                                              |
| ---------------------- | ------- | ------ | ------- | --------------------------------------------------------------------------------------------- |
| PSOE                   | 197 733 | 54,12% | 4       | Rosa Conde Gutiérrez, Francisco García Vico, Tomás Cabrera Lozano, Angustias Rodríguez Ortega |
| PP                     | 88 906  | 24,33% | 2       | Ramiro Rivera López (sustituido el por Juan Pizarro Navarrete), Luis de Torres Gómez          |

| Senador                          | Votos   | Partidos y coaliciones                   |
| -------------------------------- | ------- | ---------------------------------------- |
| José Manuel Pedregosa Garrido    | 190 540 | Partido Socialista Obrero Español (PSOE) |
| José María de la Torre Colmenero | 186 606 | Partido Socialista Obrero Español (PSOE) |
| Juan Zarrias Jareño              | 185 345 | Partido Socialista Obrero Español (PSOE) |
| Ramón Palacios Rubio             | 83 935  | Partido Popular (PP)                     |

### Diputados y senadores elegidos para la V Legislatura
| Partidos y coaliciones | Votos   | %      | Escaños | Miembros electos |
| ---------------------- | ------- | ------ | ------- | --- |
| PSOE                   | 210 306 | 52,59% | 4       | Rosa Conde Gutiérrez, Felipe López García (sustituido el 30 de junio de 1995 por Antonio Guinea de Toro), Angustias Rodríguez Ortega, Antonio Martín Mesa (independiente) |
| PP                     | 129 705 | 32,43% | 2       | Ramiro Rivera López, Luis de Torres Gómez |

| Senador                          | Votos   | Partidos y coaliciones                   |
| -------------------------------- | ------- | ---------------------------------------- |
| Francisco García Vico            | 204 170 | Partido Socialista Obrero Español (PSOE) |
| Isidro Reverte Ortega            | 199 870 | Partido Socialista Obrero Español (PSOE) |
| José María de la Torre Colmenero | 199 183 | Partido Socialista Obrero Español (PSOE) |
| Ramón Palacios Rubio             | 125 939 | Partido Popular (PP)                     |

### Diputados y senadores elegidos para la VI Legislatura
| Partidos y coaliciones | Votos   | %      | Escaños | Miembros electos                                                                                    |
| ---------------------- | ------- | ------ | ------- | --------------------------------------------------------------------------------------------------- |
| PSOE                   | 205 818 | 48,68% | 3       | José Pliego Cubero, María Teresa Fernández de la Vega Sanz (independiente), Carmen Calleja de Pablo |
| PP                     | 155 947 | 36,89% | 3       | Gabino Puche Rodríguez-Acosta, Luis de Torres Gómez, Javier Ignacio García Gómez                    |

| Senador                       | Votos   | Partidos y coaliciones                   |
| ----------------------------- | ------- | ---------------------------------------- |
| Cristóbal José López Carvajal | 201 162 | Partido Socialista Obrero Español (PSOE) |
| Fidel Mesa Ciriza             | 196 715 | Partido Socialista Obrero Español (PSOE) |
| Micaela Navarro Garzón        | 196 578 | Partido Socialista Obrero Español (PSOE) |
| Ramón Palacios Rubio          | 151 031 | Partido Popular (PP)                     |

### Diputados y senadores elegidos para la VII Legislatura
| Partidos y coaliciones | Votos   | %      | Escaños | Miembros electos                                                                             |
| ---------------------- | ------- | ------ | ------- | -------------------------------------------------------------------------------------------- |
| PSOE                   | 190 958 | 47,75% | 3       | Micaela Navarro Garzón, José Pliego Cubero, Sebastián Quirós Pulgar                          |
| PP                     | 161 285 | 40,33% | 3       | Cristóbal Ricardo Montoro Romero, Gabino Puche Rodríguez-Acosta, Javier Ignacio García Gómez |

| Senador                       | Votos   | Partidos y coaliciones                   |
| ----------------------------- | ------- | ---------------------------------------- |
| Cristóbal José López Carvajal | 186 731 | Partido Socialista Obrero Español (PSOE) |
| Fidel Mesa Ciriza             | 181 820 | Partido Socialista Obrero Español (PSOE) |
| María Dolores Pérez Anguita   | 181 541 | Partido Socialista Obrero Español (PSOE) |
| Ramón Palacios Rubio          | 153 496 | Partido Popular (PP)                     |

### Diputados y senadores elegidos para la VIII Legislatura
| Partidos y coaliciones | Votos   | %      | Escaños | Miembros electos |
| ---------------------- | ------- | ------ | ------- | --- |
| PSOE-A                 | 228 611 | 54,41% | 4       | Micaela Navarro Garzón (sustituida el por Antonia Martínez Higueras), José Pliego Cubero, Dolores Pérez Anguita, Sebastián Quirós Pulgar |
| PP                     | 143 288 | 34,11% | 2       | Cristóbal Ricardo Montoro Romero, Gabino Puche Rodríguez-Acosta                                                                          |

| Senador                       | Votos   | Partidos y coaliciones                   |
| ----------------------------- | ------- | ---------------------------------------- |
| Cristóbal José López Carvajal | 221 756 | Partido Socialista Obrero Español (PSOE) |
| Adoración Quesada Bravo       | 217 082 | Partido Socialista Obrero Español (PSOE) |
| Elena Vivoras Jiménez         | 216 765 | Partido Socialista Obrero Español (PSOE) |
| Ramón Palacios Rubio          | 136 859 | Partido Popular (PP)                     |

### Diputados y senadores elegidos para la IX Legislatura
| Partidos y coaliciones | Votos   | %      | Escaños | Miembros electos |
| ---------------------- | ------- | ------ | ------- | --- |
| PSOE-A                 | 230 026 | 55,48% | 4       | María Concepción Gutiérrez del Castillo (sustituida el 24 de abril de 2009 por Mercedes Gámez García), Francisco Reyes Martínez (sustituido el 12 de septiembre de 2011 por Juan José Martínez Galán), Francisca Medina Teva, Sebastián Quirós Pulgar |
| PP                     | 151 340 | 36,50% | 2       | Gabino Puche Rodríguez-Acosta, Eugenio Nasarre Goicoechea |

| Senador                         | Votos   | Partidos y coaliciones                   |
| ------------------------------- | ------- | ---------------------------------------- |
| Cristóbal José López Carvajal   | 223 353 | Partido Socialista Obrero Español (PSOE) |
| José Pliego Cubero              | 218 108 | Partido Socialista Obrero Español (PSOE) |
| Adoración Quesada Bravo         | 217 687 | Partido Socialista Obrero Español (PSOE) |
| Miguel Sánchez de Alcázar Ocaña | 143 682 | Partido Popular (PP)                     |

### Diputados y senadores elegidos para la X Legislatura
| Partidos y coaliciones | Votos   | %      | Escaños | Miembros electos |
| ---------------------- | ------- | ------ | ------- | --- |
| PP                     | 183 339 | 45,44% | 3       | María Elvira Rodríguez Herrer (sustituida el 24 de septiembre de 2012 por José Juan Sánchez Barrera), Gabino Puche Rodríguez-Acosta, Miguel Sánchez de Alcázar Ocaña |
| PSOE                   | 165 348 | 40,98% | 3       | María Concepción Gutiérrez del Castillo, Gaspar Carlos Zarrías Arévalo (sustituido el 2 de julio de 2015 por Mercedes Gámez García), Felipe Jesús Sicilia Alférez    |

| Senador                               | Votos   | Partidos y coaliciones                   |
| ------------------------------------- | ------- | ---------------------------------------- |
| José Enrique Fernández de Moya Romero | 176 767 | Partido Popular (PP)                     |
| Mariana Lorite García                 | 173 121 | Partido Popular (PP)                     |
| Francisco Delgado Vílchez             | 170 603 | Partido Popular (PP)                     |
| Felipe López García                   | 161 148 | Partido Socialista Obrero Español (PSOE) |

### Diputados y senadores elegidos para la XI Legislatura
| Partidos y coaliciones | Votos   | %      | Escaños | Miembros electos                                                                |
| ---------------------- | ------- | ------ | ------- | ------------------------------------------------------------------------------- |
| PSOE                   | 148 511 | 38,33% | 3       | Micaela Navarro Garzón, Felipe Jesús Sicilia Alférez, María Paz del Moral Milla |
| PP                     | 121 984 | 31,48% | 2       | José Enrique Fernández de Moya, Ángeles Isac García                             |

| Senador                       | Votos   | Partidos y coaliciones                   |
| ----------------------------- | ------- | ---------------------------------------- |
| Laura Berja Vega              | 145 287 | Partido Socialista Obrero Español (PSOE) |
| David Delgado Jiménez         | 140 359 | Partido Socialista Obrero Español (PSOE) |
| Pío Rómulo Zelaya Castro      | 137 627 | Partido Socialista Obrero Español (PSOE) |
| Gabino Puche Rodríguez Acosta | 115 491 | Partido Popular (PP)                     |

### Diputados y senadores elegidos para la XII Legislatura
| Partidos y coaliciones | Votos   | %      | Escaños | Miembros electos                                     |
| ---------------------- | ------- | ------ | ------- | ---------------------------------------------------- |
| PSOE                   | 138 612 | 37,39% | 2       | Micaela Navarro Garzón, Felipe Jesús Sicilia Alférez |
| PP                     | 131 234 | 35,40% | 2       | José Enrique Fernández de Moya, Ángeles Isac García  |
| UP-A                   | 53 239  | 14,36% | 1       | Diego Cañamero Valle                                 |

| Senador                       | Votos   | Partidos y coaliciones                   |
| ----------------------------- | ------- | ---------------------------------------- |
| Laura Berja Vega              | 138 996 | Partido Socialista Obrero Español (PSOE) |
| David Delgado Jiménez         | 134 095 | Partido Socialista Obrero Español (PSOE) |
| Pío Rómulo Zelaya Castro      | 132 058 | Partido Socialista Obrero Español (PSOE) |
| Gabino Puche Rodríguez Acosta | 126 992 | Partido Popular (PP)                     |

### Diputados y senadores elegidos para la XIII Legislatura
| Partidos y coaliciones | Votos   | %      | Escaños | Miembros electos                                                                |
| ---------------------- | ------- | ------ | ------- | ------------------------------------------------------------------------------- |
| PSOE                   | 152 508 | 39,50% | 3       | Felipe Jesús Sicilia Alférez, Laura Berja Vega, Juan Francisco Serrano Martínez |
| PP                     | 75 668  | 19,60% | 1       | María Luisa del Moral Leal                                                      |
| Cs                     | 61 340  | 15,89% | 1       | Marián Adán de la Paz                                                           |

| Senador                          | Votos   | Partidos y coaliciones                   |
| -------------------------------- | ------- | ---------------------------------------- |
| Micaela Navarro Garzón           | 151 981 | Partido Socialista Obrero Español (PSOE) |
| José Latorre Ruiz                | 145 607 | Partido Socialista Obrero Español (PSOE) |
| Manuel Ángel Fernández Palomino  | 143 454 | Partido Socialista Obrero Español (PSOE) |
| Francisco Javier Márquez Sánchez | 95 093  | Partido Popular (PP)                     |

### Diputados y senadores elegidos para la XIV Legislatura
| Partidos y coaliciones | Votos   | %      | Escaños | Miembros electos                                                                |
| ---------------------- | ------- | ------ | ------- | ------------------------------------------------------------------------------- |
| PSOE                   | 141 470 | 38,85% | 3       | Felipe Jesús Sicilia Alférez, Laura Berja Vega, Juan Francisco Serrano Martínez |
| PP                     | 81 894  | 22,49% | 1       | Juan Diego Requena Ruiz                                                         |
| Vox                    | 71 814  | 19,72% | 1       | Francisco José Alcaraz Martos                                                   |

| Senador                          | Votos   | Partidos y coaliciones                   |
| -------------------------------- | ------- | ---------------------------------------- |
| Micaela Navarro Garzón           | 141 000 | Partido Socialista Obrero Español (PSOE) |
| José Latorre Ruiz                | 135 370 | Partido Socialista Obrero Español (PSOE) |
| Manuel Ángel Fernández Palomino  | 133 924 | Partido Socialista Obrero Español (PSOE) |
| Francisco Javier Márquez Sánchez | 104 741 | Partido Popular (PP)                     |

### Diputados y senadores elegidos para la XV Legislatura
| Partidos y coaliciones | Votos   | %      | Escaños | Miembros electos                                         |
| ---------------------- | ------- | ------ | ------- | -------------------------------------------------------- |
| PP                     | 137 180 | 37,35% | 2       | María Luisa Del Moral Leal y Juan Diego Requena Ruiz     |
| PSOE                   | 133 280 | 36,29% | 2       | Juan Francisco Serrano Martínez y Ana María Cobo Carmona |
| Vox                    | 54 223  | 14,76% | 1       | Francisco José Alcaraz Martos                            |

| Senador                            | Votos   | Partidos y coaliciones                   |
| ---------------------------------- | ------- | ---------------------------------------- |
| Francisco Javier Márquez Sánchez   | 140 172 | Partido Popular (PP)                     |
| Mariola Aranda García              | 137 091 | Partido Popular (PP)                     |
| Francisco Javier Bermúdez Carrillo | 132 104 | Partido Popular (PP)                     |
| José Latorre Ruiz                  | 132 695 | Partido Socialista Obrero Español (PSOE) |

## Parlamento de Andalucía

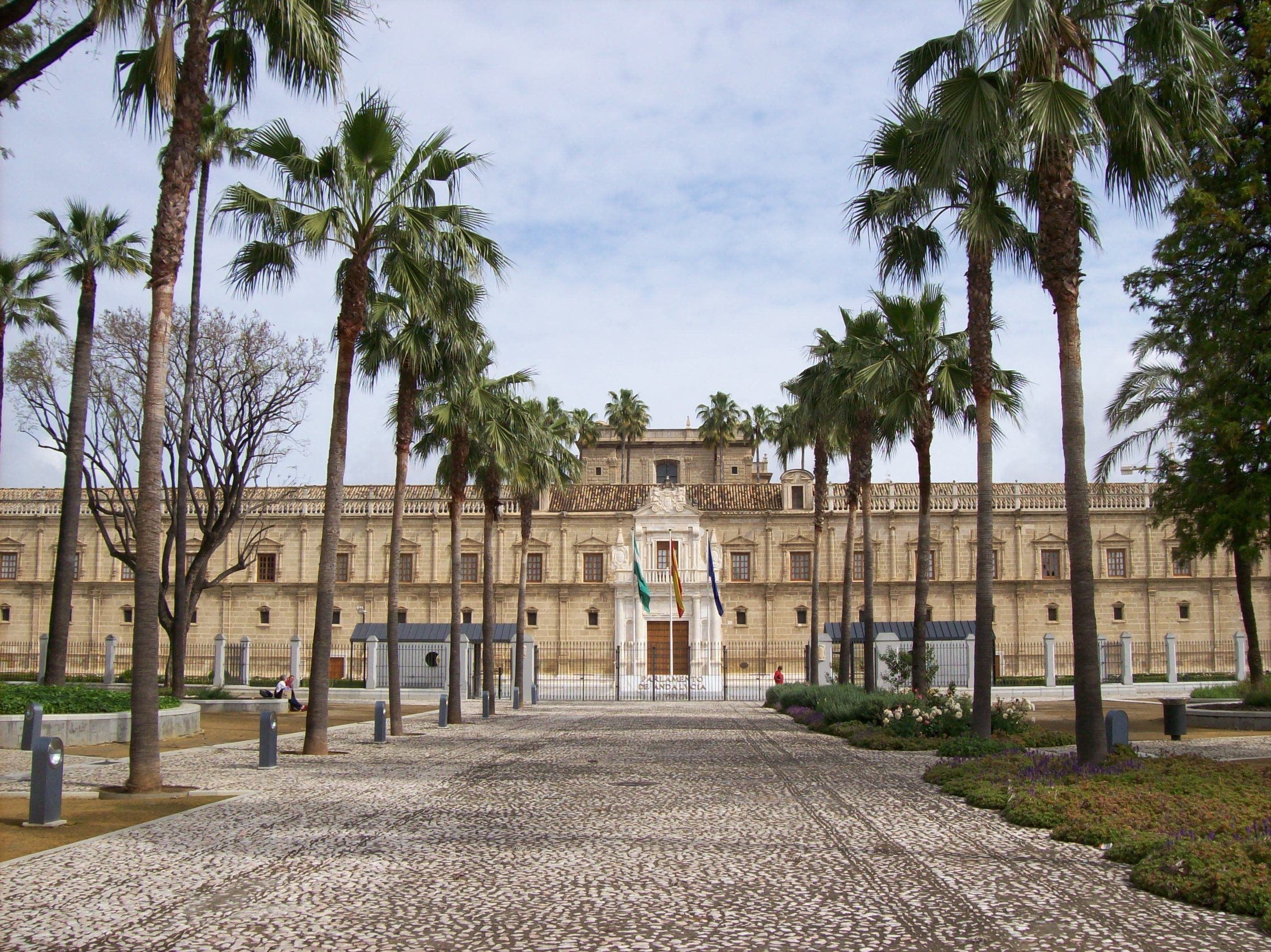
Parlamento de Andalucía.

El 21 de junio de 1982 se constituye el Parlamento de Andalucía en la Sesión Constitutiva celebrada en el Real Alcázar de Sevilla, en la que se eligió por mayoría a Antonio Ojeda Escobar como Presidente del Parlamento de Andalucía. Poco después, en las sesiones del 14 y 15 de julio, Rafael Escuredo Rodríguez es elegido primer Presidente de la Junta de Andalucía.
La modificación más importante que ha realizado el Parlamento de Andalucía tras su creación es la reforma del Estatuto de Autonomía, adoptado por referéndum el 18 de febrero de 2007, con un 87,45% de votos a favor y una abstención récord del 63,72%. Este Estatuto, por cuya elaboración el Parlamento de Andalucía ha jugado un papel muy activo, aumenta las competencias propias del gobierno autonómico andaluz, y, entre otras cosas, hace oficial el rango de capital de Sevilla.

### Diputados obtenidos por partido (1982-2022)[50]
| Candidatura | Candidatura                                           | Candidatura | 1982 | 1986 | 1990 | 1994 | 1996 | 2000 | 2004 | 2008 | 2012 | 2015 | 2018 | 2022 |
| ----------- | ----------------------------------------------------- | ----------- | ---- | ---- | ---- | ---- | ---- | ---- | ---- | ---- | ---- | ---- | ---- | ---- |
|             | Partido Socialista Obrero Español de Andalucía        | PSOE-A      | 8    | 7    | 6    | 5    | 6    | 5    | 7    | 7    | 5    | 6    | 4    | 4    |
|             | Partido Popular Andaluz                               | PPA         | 2b   | 4c   | 4    | 5    | 5    | 5    | 4    | 5    | 5    | 4    | 3    | 6    |
|             | Unión de Centro Democrático                           | UCD         | 2    |      |      |      |      |      |      |      |      |      |      |      |
|             | Izquierda Unida Los Verdes-Convocatoria por Andalucía | IULV-CA     | 1a   | 2    | 1    | 2    |      | 1    | 1    |      | 1    |      |      |      |
|             | Podemos Andalucía                                     | PODEMOS     |      |      |      |      |      |      |      |      |      | 1    |      |      |
|             | Ciudadanos-Partido de la Ciudadanía                   | Cs          |      |      |      |      |      |      |      |      |      |      | 2    |      |
|             | Adelante Andalucía                                    | AA          |      |      |      |      |      |      |      |      |      |      | 1d   |      |
|             | Vox                                                   | VOX         |      |      |      |      |      |      |      |      |      |      | 1    | 1    |
| Total       | Total                                                 | Total       | 13   | 13   | 11   | 12   | 11   | 11   | 12   | 12   | 11   | 11   | 11   | 11   |

Notas
a Los resultados corresponden a los de Partido Comunista de Andalucía-Partido Comunista de España (PCA-PCE).

b Los resultados corresponden a los de la coalición entre Alianza Popular y el Partido Demócrata Popular.

c Los resultados corresponden a los de Coalición Popular.

d Coalición compuesta por Podemos Andalucía, Izquierda Unida Los Verdes-Convocatoria por Andalucía, Izquierda Andalucista y Primavera Andaluza.

e Dentro de la coalición Adelante Andalucía.

f Dentro de la coalición Por Andalucía.

### Diputados elegidos para la I Legislatura
| Partidos y coaliciones | Votos   | %      | Escaños | Miembros electos |
| ---------------------- | ------- | ------ | ------- | --- |
| PSOE-A                 | 171 758 | 51,87% | 8       | Luis Ramón Benavides Cano, Juan Carmona Infante (se integró en el Grupo Mixto el 14 de noviembre de 1985), Ángeles Cobo López, Leocadio Marín Rodríguez (sustituido el 5 de enero de 1983 por Jesús Lechuga Gallego), Antonio Ojeda Escobar, Jesús Peinado Quintana, José María Sánchez Muñoz (se integró en el Grupo Mixto el 9 de enero de 1986), Gaspar Zarrías Arévalo |
| AP                     | 54 171  | 16,36% | 2       | Gabino Puche Rodríguez-Acosta, José Rodríguez Fernández (se integró en el Grupo Mixto el 24 de junio de 1985) |
| UCD                    | 53 697  | 16,22% | 2       | Fernando Arenas del Buey, José Luis Puche Pardo |
| PCA-PCE                | 29 745  | 8,98%  | 1       | Manuel Anguita Peragón |

### Diputados elegidos para la II Legislatura
| Partidos y coaliciones | Votos   | %      | Escaños | Miembros electos |
| ---------------------- | ------- | ------ | ------- | --- |
| PSOE-A                 | 178 975 | 49,12% | 7       | Manuel Rodríguez Méndez (sustituido el 8 de octubre de 1986 por Tomás Cabrera Lozano, que fue sustituido el 8 de noviembre de 1989 por Francisco Vico Aguilar), Cándido Méndez Rodríguez (sustituido el 29 de octubre de 1987 por Ángeles Cobo López), José María de la Torre Colmenero (sustituido el 20 de noviembre de 1989 por Francisco Vallejo Serrano), Arsenio Moreno Mendoza, Isidro Reverte Ortega, Gaspar Zarrías Arévalo |
| Coalición Popular      | 97 666  | 26,80% | 4       | Gabino Puche Rodríguez-Acosta, Miguel Sánchez de Alcázar Ocaña, Blas Cuadros Torrecillas, Mariano Sanz Gutiérrez |
| (IU-CA)                | 57 045  | 15,66% | 2       | Manuel Anguita Peragón, Cristóbal Jiménez Ramírez (se integró en el Grupo Mixto el 17 de agosto de 1987) |

### Diputados elegidos para la III Legislatura
| Partidos y coaliciones | Votos   | %      | Escaños | Miembros electos |
| ---------------------- | ------- | ------ | ------- | --- |
| PSOE-A                 | 163 923 | 51,80% | 7       | Isidro Reverte Ortega (sustituido el 28 de junio de 1993 por José Fernández Fernández), Cristóbal José López Carvajal, Leocadio Marín Rodríguez, María Ramírez Díaz, Francisco Vallejo Serrano, Gaspar Zarrías Arévalo |
| PP                     | 86 000  | 27,17% | 4       | Blas Cuadros Torrecillas, María Dolores Núñez García, Miguel Sánchez de Alcázar Ocaña, Antonio Rodríguez Serrano |
| (IU-CA)                | 36 314  | 11,47% | 1       | Manuel Anguita Peragón |

### Diputados elegidos para la IV Legislatura
| Partidos y coaliciones | Votos   | %      | Escaños | Miembros electos |
| ---------------------- | ------- | ------ | ------- | --- |
| PSOE-A                 | 158 712 | 42,60% | 5       | Cristóbal José López Carvajal, Antonio Pascual Acosta (sustituido el 16 de noviembre de 1995 por Fidel Mesa Ciriza), José Pliego Cubero, Elena Víboras Jiménez, Gaspar Zarrías Arévalo |
| PP                     | 133 680 | 35,88% | 5       | Blas Cuadros Torrecillas, Isabel Garzón Sánchez, María Dolores Núñez García, Miguel Sánchez de Alcázar Ocaña, Antonio Rodríguez Serrano                                                |
| (IULV-CA)              | 58 255  | 15,64% | 2       | Leocadio Francisco Fernández García, Marina Heredia Figueras |

### Diputados elegidos para la V Legislatura
| Partidos y coaliciones | Votos   | %      | Escaños | Miembros electos |
| ---------------------- | ------- | ------ | ------- | --- |
| PSOE-A                 | 199 637 | 47,29% | 6       | Antonio Guinea de Toro, Adoración Quesada Bravo, Juan Torres Morales, Francisco Vallejo Serrano, Elena Víboras Jiménez, Gaspar Zarrías Arévalo |
| PP                     | 152 683 | 36,17% | 5       | Miguel Díaz Mogedas, Isabel Garzón Sánchez, María Dolores Núñez García, Antonio Rodríguez Serrano, Miguel Sánchez de Alcázar Ocaña             |
| (IULV-CA)              | 51 488  | 12,20% | 1       | Leocadio Francisco Fernández García |

### Diputados elegidos para la VI Legislatura
| Partidos y coaliciones | Votos   | %      | Escaños | Miembros electos |
| ---------------------- | ------- | ------ | ------- | --- |
| PSOE-A                 | 192 766 | 48,22% | 6       | Carmen Purificación Peñalver Pérez, Adoración Quesada Bravo (sustituida el 17 de mayo de 2000 por Josefa Plaza Berbel), Francisco Vallejo Serrano, Elena Víboras Jiménez, Francisco Zamora Ceballos (sustituido el 23 de febrero de 2001 por Vicente Martín Amaro), Gaspar Zarrías Arévalo |
| PP                     | 152 848 | 38,24% | 5       | Miguel Díaz Mogedas, Isabel Garzón Sánchez, Juan Pizarro Navarrete, Miguel Sánchez de Alcázar Ocaña, Luis de Torres Gómez |
| (IULV-CA)              | 29 256  | 7,32%  | 1       | José Cabrero Palomares |

### Diputados elegidos para la VII Legislatura
| Partidos y coaliciones | Votos   | %      | Escaños | Miembros electos |
| ---------------------- | ------- | ------ | ------- | --- |
| PSOE-A                 | 222 596 | 53,11% | 7       | Francisca Medina Teba, Fidel Mesa Ciriza, María del Mar Moreno Ruiz, Carmen Purificación Peñalver Pérez, Rosa Isabel Ríos Martínez, Francisco Vallejo Serrano, Gaspar Zarrías Arévalo |
| PP                     | 135 825 | 32,41% | 4       | Pilar Ager Hidalgo, José Enrique Fernández de Moya Romero, Juan Pizarro Navarrete, Miguel Sánchez de Alcázar Ocaña, Luis de Torres Gómez                                              |
| (IULV-CA)              | 27 884  | 6,65%  | 1       | José Cabrero Palomares |

### Diputados elegidos para la VIII Legislatura
| Partidos y coaliciones | Votos   | %      | Escaños | Miembros electos |
| ---------------------- | ------- | ------ | ------- | --- |
| PSOE-A                 | 220 424 | 53,35% | 7       | Fidel Mesa Ciriza, María del Mar Moreno Ruiz, Micaela Navarro Garzón, Rosa Isabel Ríos Martínez, Ana María Tudela Cánovas, Francisco Vallejo Serrano, Gaspar Zarrías Arévalo (sustituido el 14 de mayo de 2009 por Felipe Jesús Sicilia Alférez, que fue sustituido el 1 de diciembre de 2011 por Ana María Cortecero Montijano) |
| PP                     | 151 295 | 36,62% | 5       | Francisco Armijo Higueras, Ángeles Isac García, Amelia Palacios Pérez, Juan Pizarro Navarrete, María Concepción Sacramento Villegas, José Enrique Fernández de Moya Romero (sustituido el 14 de diciembre de 2011 por Trinidad Rus Molina)                                                                                       |

### Diputados elegidos para la IX Legislatura
| Partidos y coaliciones | Votos   | %      | Escaños | Miembros electos |
| ---------------------- | ------- | ------ | ------- | --- |
| PSOE-A                 | 165 324 | 44,51% | 5       | Micaela Navarro Garzón, Antonio Jesús Ávila Cano, María del Mar Moreno Ruiz, Francisco Vallejo Serrano, Natividad Redondo Crespo     |
| PP                     | 152 591 | 41,08% | 5       | Catalina Montserrat García Carrasco, José Antonio Miranda Aranda, Amelia Palacios Pérez, Miguel Contreras López, Ángeles Isac García |
| (AA)                   | 32 562  | 8,77%  | 1       | Juan Serrano Jódar |

### Diputados elegidos para la X Legislatura
| Partidos y coaliciones | Votos   | %      | Escaños | Miembros electos |
| ---------------------- | ------- | ------ | ------- | --- |
| PSOE-A                 | 153 208 | 42,68% | 6       | Micaela Navarro Garzón, Julio Millán Muñoz, María de los Ángeles Férriz Gómez, Jacinto Jesús Viedma Quesada, Elena Víboras Jiménez, José Latorre Ruiz |
| PPA                    | 104 370 | 29,08% | 4       | Miguel Ángel García Anguita, Catalina Montserrat García Carrasco, José Antonio Miranda Aranda, Amelia Palacios Pérez                                  |
| Podemos Andalucía      | 39 624  | 11,04% | 1       | Mercedes Barranco Rodríguez |

### Diputados elegidos para la XI Legislatura
| Partidos y coaliciones | Votos   | %      | Escaños | Miembros electos |
| ---------------------- | ------- | ------ | ------- | --- |
| PSOE-A                 | 112 423 | 35,39% | 4       | María de los Ángeles Férriz Gómez, María de las Mercedes Gámez García, Felipe López García, Jacinto Jesús Viedma Quesada |
| PPA                    | 73 587  | 23,17% | 3       | Erik Domínguez Guerola, Ángela María Hidalgo Azcona, Francisco José Palacios Ruiz                                        |
| Cs                     | 50 646  | 15,95% | 2       | Enrique Moreno Madueño, Mónica Moreno Sánchez                                                                            |
| AA                     | 38 597  | 12,15% | 1       | José Luis Cano Palomino                                                                                                  |
| Vox                    | 27 676  | 8,71%  | 1       | Benito Morillo Alejo |

### Diputados elegidos para la XII Legislatura
| Partidos y coaliciones | Votos   | %      | Escaños | Miembros electos |
| ---------------------- | ------- | ------ | ------- | --- |
| PPA                    | 135 237 | 42,53% | 6       | Juan Bravo Baena, Catalina Montserrat García Carrasco, Erik Domínguez Guerola, María Isabel Lozano Moral, Manuel Santiago Bonilla Hidalgo, María Auxiliadora del Olmo Ruiz |
| PSOE-A                 | 86 123  | 27,08% | 4       | María de los Ángeles Férriz Gómez, Jacinto Jesús Viedma Quesada, María de las Mercedes Gámez García, Víctor Manuel Torres Caballero                                        |
| Vox                    | 40 859  | 12,85% | 1       | Benito Morillo Alejo |